# Río Pulero
El río Pulero es un curso fluvial de Cantabria (España) perteneciente a la cuenca hidrográfica del Saja-Besaya. Tiene una longitud de 5,238 kilómetros, con una pendiente media de 8,2º. Deja a su paso el bello pueblo de Mazcuerras y el bosque del mismo nombre; recientemente la concejalía de Medio Ambiente planteó intervenir en esta zona en 2008, repoblando alguna zonas y limpiando y recuperando el cauce del río. Su valle une Mazcuerras con el valle de Cabuérniga.